# Крекінг-установка Киянли
Крекінг-установка Киянли — складова частина нафтохімічного майданчика на заході Туркменістану. Перше виробництво такого типу в історії країни.
Спорудження комплексу, розташованого поблизу прикаспійського міста Туркменбаші, почалось у 2014 році та завершилось введенням в експлуатацію восени 2018-го. Виділені на газопереробному заводі Киянли гомологи метану спрямовуються на установку парового крекінгу (піролізу), при цьому за проектом 50% сировини складає етан, а ще 50% припадають на зріджений нафтовий газ (пропан-бутанова фракція) та конденсат (фракція С5+).
Продуковані піролізною установкою олефіни в подальшому проходять полімеризацію у поліетилен високої щільності (386 тисяч тонн на рік) та поліпропілен (81 тисяча тонн на рік). Побічним продуктом технологічного процесу також є піролізний бензин (зазвичай використовується як високооктанова присадка для пального).
Підрядниками будівництва виступили японська компанія TOYO Engineering і південнокорейські LG та Hyundai.